# B.V.S.M.P.
B.V.S.M.P. (Baby Virgo Shocking Mister P) was een Amerikaanse hiphop-groep uit de jaren '80 en '90 van de 20e eeuw. De groep bestond uit Percy Nathan Rodgers, Calvin Williams en Frederick Eugene Byrd.
B.V.S.M.P. is vooral bekend van hun debuutsingle "I Need You" uit 1988, die een internationaal succes werd. In Nederland haalde deze single de 7e plek van de Top 40. De volgende single, Be Gentle, was ook een hit. Andere singles wisten de hitparade niet te halen.

## Discografie

### Albums
- The Best Belong Together (1988)
- Shake That Thang (1993)
- The Best of B.V.S.M.P. (1998)

### Singles
- I Need You (1988)
- Be Gentle (1988)
- Anytime (1988)
- On and On (Can We Go On) (1989)
- Hold Me (1991)
- Dodo Monster (1993)
- I Need You 1993 (1993)
- I'm in Love (1993)
- 98ER Megamix (1998)